# Грузін Борис Юхимович
Бори́с Юхи́мович Гру́зін (нар. 30 червня 1937, Ташкент) — український та російський диригент радянських часів, заслужений діяч мистецтв УРСР (1973), народний артист РРСФР (1982).

## Короткий життєпис
У 1963 році з відзнакою закінчив Московську консерваторію — оперно-симфонічне диригування, теорія музики та фортепіано.
В 1963—1969 роках та з 1976 по 1989 — диригент Новосибірського оперного театру — отримав запрошення ще на п'ятому курсі навчання.
У 1969—1976 та 1989—1993 — головний диригент Одеського театру опери та балету.
В 1986 — член журі Міжнародного конкурсу оперних співаків ім. Глінки, у 1997 та 1999 — Міжнародного конкурсу оперних співків ім. Римського-Корсакова.
1993 — диригент Маріїнського театру.
1996 — професор Санкт-Петербурзької державної академії ім. Римського-Корсакова.
З 2003 року тісно співпрацює з Королівським театром Ковент-Гарден, з 2004 — постійний запрошений диригент Голландського симфонічного оркестру.
Диригував серед інших наступні вистави:
- «Тарас Бульба» Миколи Лисенка,
- «Арсенал» Георгія Майбороди,
- «Дон-Кіхот» Людвіга Мінкуса,
- «Корсар» Адольфа Адана,
- «Пікова дама» Петра Чайковського,
- «Сомнамбула» Вінченцо Белліні,
- балет «Спартак» Арама Хачатуряна,
- «Іфігенія в Тавриді» К. Стеценка (1-е виконання; телеверсія — 1971),
- «Джонні з Ґвіани» А. Буша (1973, вперше в Україні).